# Galina Murašova
Galina Murašova (en russe : Галина Мурашова, née le 22 décembre 1955 à Vilnius) est une athlète lituanienne spécialiste du lancer du disque.

## Carrière

### Palmarès
| Date | Compétition           | Lieu     | Résultat | Performance |
| ---- | --------------------- | -------- | -------- | ----------- |
| 1980 | Jeux olympiques d'été | Moscou   | 7e       | 63,84 m     |
| 1983 | Championnats du monde | Helsinki | 2e       | 67,44 m     |

### Records
| Épreuve          | Performance | Lieu   | Date         |
| ---------------- | ----------- | ------ | ------------ |
| Lancer du disque | 72,14 m     | Prague | 18 août 1984 |